# Sixxxxxx
『sixxxxxx』（シックス）は、日本の歌手・浜崎あゆみの5枚目のミニ・アルバム。2015年8月5日にavex traxより発売。

## 解説
ミニアルバムとしては前作『again』より約2年8か月ぶりのリリース。「CD+DVD」「CD+Blu-ray」「CD」の3形態による発売。本作は、浜崎が世界で初めてアーティスト・コラボモデルを務めるアメリカのヘッドフォン・ブランド「V-MODA」とバンドル販売された。
2015年9月29日から11月13日まで開催されるファンクラブツアー『TA LIMITED LIVE TOUR』の会場にて、本作のLP盤が数量限定で販売された。
本作のジャケットのアートワークはファッション雑誌『Numéro TOKYO』とのコラボレーションとなっている。
「Sayonara feat. SpeXial」は、台湾の音楽グループのSpeXialとのコラボレーション楽曲であり、PVにもSpeXialのメンバーが出演している。　

## 批評
| 専門評論家によるレビュー | 専門評論家によるレビュー |
| レビュー・スコア         | レビュー・スコア         |
| 出典                     | 評価                     |
| ------------------------ | ------------------------ |
| CDジャーナル             | 肯定的                   |

CDジャーナルは、「前作から4か月で発表されたミニ・アルバムは、タイトルにちなんで全部“S”で始まる“6”曲を収録。夏にぴったりの90'sライクなアッパーな曲からDAISHI DANCEが手がける台湾のダンス・ヴォーカル・グループSpeXialとのコラボ曲、壮大なバラードまで、攻めの姿勢が感じられるコンセプチュアルな作品だ。」と批評した。

## 収録曲

### CD盤
| 全作詞: ayumi hamasaki。 |                            |                |                |              |      |
| #                        | タイトル                   | 作詞           | 作曲           | 編曲         | 時間 |
| 1.                       | 「Step by step」           | ayumi hamasaki | Tetsuya Yukumi | Yuta Nakano  | 4:35 |
| 2.                       | 「Summer diary」           | ayumi hamasaki | Tetsuya Yukumi | Yuta Nakano  | 4:46 |
| 3.                       | 「Sayonara feat. SpeXial」 | ayumi hamasaki | DAISHI DANCE   | DAISHI DANCE | 5:42 |
| 4.                       | 「Sorrows」                | ayumi hamasaki | Tetsuya Yukumi | tasuku       | 4:03 |
| 5.                       | 「Shape of love」          | ayumi hamasaki | Tetsuya Yukumi | Yuta Nakano  | 4:24 |
| 6.                       | 「Sky high」               | ayumi hamasaki | Tetsuya Yukumi | Yuta Nakano  | 3:59 |
| 合計時間:                | 合計時間:                  | 合計時間:      | 合計時間:      | 27:29        |      |

| #  | タイトル                                | 作詞 | 作曲・編曲 |
| -- | --------------------------------------- | ---- | ---------- |
| 1. | 「 Step by step」(video clip)           |      |            |
| 2. | 「 Sayonara feat. SpeXial」(video clip) |      |            |
| 3. | 「 Summer diary」(video clip)           |      |            |
| 4. | 「Step by step」(making clip)           |      |            |
| 5. | 「Sayonara feat. SpeXial」(making clip) |      |            |
| 6. | 「Summer diary」(making clip)           |      |            |

### レコード盤
| #  | タイトル                   | 作詞 | 作曲・編曲 |
| -- | -------------------------- | ---- | ---------- |
| 1. | 「Step by step」           |      |            |
| 2. | 「Summer diary」           |      |            |
| 3. | 「Sayonara feat. SpeXial」 |      |            |

| #  | タイトル          | 作詞 | 作曲・編曲 |
| -- | ----------------- | ---- | ---------- |
| 1. | 「Sorrows」       |      |            |
| 2. | 「Shape of love」 |      |            |
| 3. | 「Sky high」      |      |            |

## 楽曲解説
1. Step by step
デジタルシングル。
仲間由紀恵主演 NHKドラマ10「美女と男子」主題歌で、７月にデジタル・シングルとして先行発売された躍動感あふれるナンバー。作曲は2003年のミニ・アルバム『Memorial address』から参加の湯汲哲也。今回３曲目の「Sayonara feat. SpeXial」以外はすべて彼の作曲である。編曲はコンビを組むことが多い中野雄太。今回も6曲中4曲がこのふたりだ。「あと一歩って　踏ん張る僕らの心が　世界を動かすチカラになる」という正面切っての歌詞の前向きさが、右も左もわからない場所で奮闘するドラマのヒロインにピッタリ。MVは苦悩しながらも明日への一歩を踏み出す女性たちを描いたものとなっている[7]。
2. Summer diary
タイトル通りまさに夏仕様の１曲。甘くてちょっとせつない青春のストーリーとサウンドとが抜群の相性となっている。MVはグアムで撮影を即行し、ツアーで重要なパートを任されるバック・ダンサーのSHU-YAが出演。ライブで数々のデュエット・ダンスを披露したふたりだからこその息のあった演技を繰り広げている。撮影のために用意された青いバスの行き先は『BLUE BIRD』。「画面としては一瞬だから見逃してしまいそうになる。べつに見逃してもいいよって感じでそういうひっかかりを忍ばせているところ」と紹介されている[7]。
3. Sayonara feat. SpeXical
15thアルバム『Colours』に収録された「What is forever love」(コーラスはNaoya Urataが参加) を手掛けたDAISHI DANCEが本作でもプロデュースを担当している。哀愁漂う親しみやすいメロディとEDMとが見事に融合し、一度聴いたら忘れられないナンバー。台湾で大人気のダンス＆ボーカル・グループSpeXialとコラボしており、アジア最大の配信サイト「KK BOX 」で7月に配信されるや、台湾、香港、シンガポール、マレーシアでウィークリー・チャートNo.1を獲得している。MVではSpeXialが来日をし共演を果たし、浜崎とのセクシーな場面でも話題となっている[7]。
4. Sorrows
静謐なピアノ・アルペジオがJ-POP定型となったせつない系ヒップホップを想起させるのだが、当然そこに着地するわけはなく、サビではどうしようもない激情をほとばしらせるロック系へ展開していく。作曲は湯汲哲也だが、この曲だけ編曲は中野雄太ではなくtasukuが手がけている。『A ONE』同様、初期の頃に垣間見られたアーティストとしての初々しい意識の熱が感じられるいう。ライブでのドラマチックな見せ方にも期待したいナンバーとなっている[7]。
5. Shape of love
可愛さとスケール感の同居する３拍子のラブバラード。イノセントではかなげな雰囲気の歌声が魅力的となっており、その観点では3rdアルバム『Duty』収録の「teddy bear」を彷彿させる内容となっている。アコースティック・ギターのソロが入っている[7]。
6. Sky high
夏の空のようにどこまでも広がっていくようなファンタジックなラストを締めるナンバー。大胆な転調と言葉のリズムが爽快感となり、別世界へと連れていってくれる。よく耳を澄ませるとバンジョーの音を導入。「思わず楽しくなった。ずっとのちに、きっと多くの人がこの曲で2015年の夏を思い出すことだろう」と紹介されている[7]。

## その他の収録アルバム (シングル曲除く)
- Sorrows
  - 『RAINY SEASON SELECTION』

## 収録ライブ映像 (シングル曲除く)
- Summer diary
  - 『ayumi hamasaki TA LIMITED LIVE TOUR at Zepp Tokyo』(M(A)DE IN JAPAN)
  - 『ayumi hamasaki COUNTDOWN LIVE 2015-2016 A 〜M(A)DE IN TOKYO〜』(ayumi hamasaki ARENA TOUR 2016 A 〜M(A)DE IN JAPAN〜)
- Sorrows
  - 『ayumi hamasaki TA LIMITED LIVE TOUR at Zepp Tokyo』(M(A)DE IN JAPAN)